# Bézouotte
Bézouotte ist eine französische Gemeinde mit 202 Einwohnern (Stand 1. Januar 2022) im Département Côte-d’Or in der Region Bourgogne-Franche-Comté. Sie gehört zum Arrondissement Dijon und zum Kanton Saint-Apollinaire.

## Geographie
Der Fluss Bèze durchquert die Gemeinde Bézouotte. Umgeben wird Bézouotte von den Gemeinden Mirebeau-sur-Bèze im Norden, von Jancigny im Osten, von Marandeuil im Süden und von Savolles im Westen.

## Bevölkerungsentwicklung
| Jahr                       | 1962 | 1968 | 1975 | 1982 | 1990 | 1999 | 2008 | 2013 | 2019 |
| Einwohner                  | 183  | 194  | 145  | 222  | 216  | 214  | 199  | 209  | 193  |
| Quellen: Cassini und INSEE |      |      |      |      |      |      |      |      |      |

## Söhne- und Töchter der Stadt
- Auguste Bodoignet (1896–1938), Autorennfahrer

## Weblinks

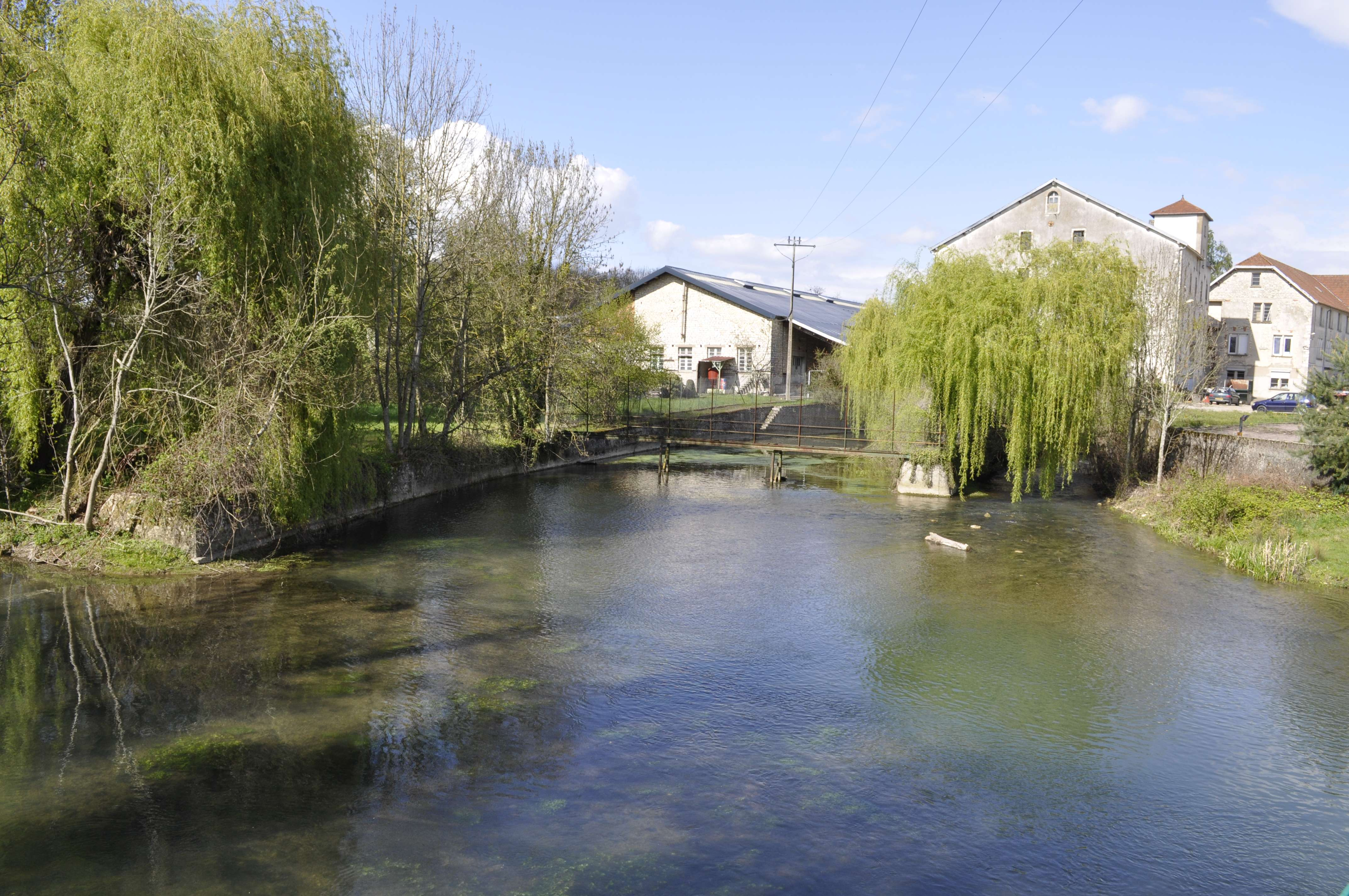
Bèze in Bézouotte